# Epipagis microspilalis
Epipagis microspilalis là một loài bướm đêm trong họ Crambidae.